# Охотник на оленей
«Охотник на оленей» (англ. The Deer Hunter) — второй полнометражный художественный фильм режиссёра Майкла Чимино, премьера которого состоялась 8 декабря 1978 года — пять лет спустя после вывода американских войск из Вьетнама. Картина повествует о судьбе трёх молодых американцев русского происхождения, призванных на войну во Вьетнаме, о некоторых событиях до и после этого.
Фильм получил 5 премий «Оскар», включая за лучший фильм года. В 1996 году был включён в национальный реестр фильмов Библиотеки Конгресса США.

## Сюжет
Многие критики и историки кино отмечали трёхактную структуру фильма.

### Акт I
1967 год. Небольшой промышленный город Клэртон на западе Пенсильвании, где живут и работают на сталелитейном заводе несколько молодых (чуть за 30) мужчин: Михаил (Майкл) Вронский (Роберт Де Ниро), Стивен Пушков (Сэвидж), Никанор (Ник) Чеботаревич (Кристофер Уокен). Майкл — лидер компании, тайно влюблён в подругу Ника Линду (Мерил Стрип).
Друзья готовятся отметить два события: свадьбу Стивена и призыв из резерва каждого из них для последующей отправки во Вьетнам. Война ещё впереди, а сегодня у парней — хорошая выпивка и спонтанный выезд на охоту. К ним присоединяются их давние товарищи Стэнли (Казале), Джон (Дзундза) и Питер Аксель (Аспегрен).
Днём друзья присутствуют на венчании Стивена и Анджелы (Альда) в православной церкви, а вечером отмечают это в местном ресторанчике. Следует продолжительная и подробная сцена славянской свадьбы, как её представляет себе американский режиссёр итальянского происхождения. В баре появляется демобилизовавшийся «зелёный берет». Майкл угощает гостя выпивкой и интересуется, как тому служилось во Вьетнаме. Ветеран поднимает стопку и вместо тоста произносит нецензурное ругательство. Со второй рюмкой — всё повторяется. Не удостоенный ответа, разгорячённый алкоголем Майкл пытается завязать драку, но друзья оттаскивают его и всё превращают в шутку. В конце свадебного вечера Ник делает Линде предложение выйти за него замуж, она соглашается.
Майкл, чувствуя завершение определённого этапа своей жизни, бежит по ночным пустым улицам и сбрасывает с себя всю одежду. За ним бежит Ник, умоляющий Майкла никогда не бросать его, особенно «там». Обнажённый Майкл лежит на спортивной площадке, готовый к своеобразному перерождению.
Утром не протрезвевшие окончательно друзья выезжают на охоту. В красивом горном лесу при преследовании оленя Майкл принимает решение всё и всегда завершать сразу, единственным выстрелом.

### Акт II
Действие переносится во Вьетнам. Идёт бой за неизвестную деревню. Непосредственно боевые действия отражены в фильме кратко и жестоко. В ходе боя все три товарища попадают в плен к вьетконговцам. Узников содержат в тростниковых клетках, притопленных в воде. Охранники развлекаются тем, что, организовав примитивный тотализатор, вытаскивают пленных по двое и под прицелом автоматов вынуждают их играть в русскую рулетку. Каждый из героев фильма с бо́льшим или меньшим мужеством проходит это испытание. Майкл решает бежать и рассказывает Нику план. Майклу нужно три патрона, чтобы выстрелить в охранников, и он уговаривает их дать ему три патрона для русской рулетки. Сцена рулетки между Майклом и Ником. У Майкла осечка, у Ника осечка. Майкл трижды стреляет в охранников, Ник выхватывает у  охранника автомат. Майклу и его друзьям удаётся бежать. Их замечает американский вертолёт. Подняться на борт удаётся только Нику. Обессиленный Стивен срывается в воду, Майкл прыгает за ним. Вертолёт, избегая обстрела партизанами, улетает. Майкл с искалеченным при падении Стивеном пытается пробраться через джунгли в расположение союзников. В конце концов ему удаётся выйти к колонне беженцев, сопровождаемых войсками Южного Вьетнама, где он передаёт Стивена солдатам.
Ник после пережитого психического и физического перенапряжения проходит восстановление в госпитале в Сайгоне. Ему неизвестна судьба друзей. В один из свободных вечеров, не имея других развлечений, он приходит в квартал красных фонарей, где слышит выстрел и догадывается, что в близлежащем притоне идёт игра в русскую рулетку. Француз Жюльен Гренда показывает Нику трупы погибших игроков и говорит, что платит за игру большие деньги и приглашает Ника посетить притон, где два игрока ведут своеобразный поединок. Ник выхватывает револьвер, спускает курок сначала у головы игрока, потом у своей головы и убегает. Майкл, находящийся среди посетителей, бросается за Ником, но возмущённая толпа отрезает его от входа.

### Акт III
Майкл возвращается в США. Линда, Стэнли и Джон готовят к его приезду праздничную вечеринку, но он не готов к встрече с ними. Он не сможет ответить друзьям и родным, где Ник и Стивен. Пригнувшись на заднем сиденье такси, Майкл минует дом и едет в гостиницу. Спустя некоторое время он находит в себе силы встретиться с Линдой, а потом и с другими старыми товарищами. Как и прежде, мужчины отправляются на охоту. Майкл неутомимо преследует оленя, подбирается совсем близко. Взгляды человека и животного встречаются. Майкл стреляет выше зверя.
Майкл отправляется к жене Стивена. Анджела тяжело больна и находится в глубокой депрессии. Однако она пишет на клочке бумаги телефонный номер. По нему Майкл находит госпиталь для ветеранов, а там — Стивена, потерявшего ноги и безвозвратно психически изуродованного пережитым. Среди прочего, тот сообщает Майклу о крупных суммах денег, которые кто-то неизвестный пересылал ему ещё во времена лечения в Сайгоне. Майкл уверен, что отправитель денег — Ник.
Майкл прилетает в Сайгон. Город вот-вот падёт под натиском победоносной армии противника. Вронский находит Жюльена Гренда, за баснословную плату тот проводит его в притон, где выступает Ник. Ник находится в прострации и не обращает внимания на Майкла. Отдав последние деньги, Вронский вызывается сыграть с Ником в русскую рулетку. Соперники обмениваются «ходами», Ник беспокоится и узнаёт Майкла. Майкл призывает Ника вернуться домой, просит его вспомнить охоту на оленей. Ник пытается улыбнуться и, проговорив «только один выстрел», спускает курок, но на этот раз удача изменяет ему.

### Эпилог
Майкл привозит тело друга в Америку, Ника хоронят. После панихиды друзья отправляются в свой старый бар и вспоминают Ника. За одним столом с ними — Стивен и Анджела. Вместе они поют песню God Bless America.

## В ролях
| Актёр           | Роль                      |
| --------------- | ------------------------- |
| Роберт Де Ниро  | Михаил (Майкл) Вронский   |
| Кристофер Уокен | Никанор (Ник) Чеботаревич |
| Джон Сэвидж     | Стивен Пушков             |
| Джон Казале     | Стэнли (Стош)             |
| Джордж Дзундза  | Джон Уэлч                 |
| Чак Аспегрен    | Питер Аксельрод (Аксель)  |
| Мерил Стрип     | Линда                     |
| Рутания Алда    | Анджела                   |
| Пьер Сегю       | Жюльен Гренда             |
| Ричард Касс     | Отец Линды                |

## История создания
В 1969 году звукозаписывающий лейбл EMI купил кинокомпанию Associated British Picture Corporation и стал снимать кино. В 1976 году лейбл приобрел компанию British Lion Films. Управлять созданным подразделением EMI Films стали бывшие совладельцы British Lion Films — продюсеры Барри Спайкинз и Майкл Дили. Дили приобрёл за 19 000 долларов у Куинна Редекера и Луиса Гарфинкла сценарий под названием «Человек, который пришёл поиграть» (The Man Who Came to Play), рассказывающий о группе молодых людей, которые едут в Лас-Вегас играть в русскую рулетку. Дили вспоминал: «Сценарий поразил меня… Однако он был неполным. Хитрость состояла в том, чтобы реализовать из очень остроумной задумки полный фильм». В середине 1970-х годов, когда началась подготовка к съёмкам, тема Вьетнамской войны по-прежнему оставалась табу среди крупнейших голливудских студий. По словам Майкла Дили, стандартный ответ был «ни один американец не хотел бы видеть картину о Вьетнаме». После консультаций с несколькими голливудскими агентами Дили нашёл Майкла Чимино, чья прежняя работа «Громобой и Быстроножка» произвела на него положительное впечатление, и Чимино был утверждён в качестве режиссёра.
Майкл Чимино и Дерик Уошбёрн, уже работавшие вместе над картиной «Молчаливый бег», писали сценарий шесть месяцев.
Часть фильма, где главные герои попадают в плен вьетконговцев, снималась в Таиланде, в провинции Канчанабури на реке Квай. Однако обстановка в стране была неспокойной: в 1977 году произошёл очередной государственный переворот и шла борьба с коммунистическими повстанцами. Вокруг ходило много вооружённых людей, видевших в съёмочной группе простой способ быстро заработать деньги. Чтобы избежать похищения, была нанята охрана. Де Ниро и его коллегам приходилось сидеть в воде в клетке с крысами и москитами. Для большей реалистичности военных сцен режиссёр попросил актёров не мыться и не менять одежду. Джон Сэвидж позже сказал: «Сегодня ни одна студия не может позволить своим звёздам или команде столкнуться с рисками, на которые мы пошли в „Охотнике на оленей“. Бобу, Крису и мне повезло, что мы живы. Нас чуть не убили». 
В сцене на мосту, пока трое держались за распорки, армейский вертолёт случайно разрезал страховочные тросы, оставив людей цепляться за свои жизни. Внизу — камни и бушующая река, высота — 60 футов (18 метров). Уокен всё-таки поднялся и сел в вертолёт, который взлетел, оставив Де Ниро и Сэвиджа в панике свисать с обрезанного троса, зная, что это может стать концом. Они посмотрели друг на друга, собираясь умереть, и упали в воду, не разбившись, течение отнесло к лодке. Потом Де Ниро заметил ядовитую змею на ноге своего друга. Один из парней спокойно снял её, а затем отрубил голову. При укусе могла наступить смерть. Ещё один эпизод в реке с брёвнами также сулил погибель всем троим. Чтобы их не раздавило и не утопило, операторская группа направила лодку, врезавшись в проём. От удара выпала камера, оказавшись в реке — некоторые кадры были потеряны навсегда.
Роль Майкла изначально планировалась для Роя Шайдера, Стивена — для Брэда Дурифа. Чак Аспегрен (Аксель) — не профессиональный актёр, а мастер реального сталелитейного завода в Пенсильвании. Его колоритная фигура так поразила Чимино, что он был приглашён в фильм без проб и утверждён на роль вторым из артистов, после Де Ниро.
Для Джона Казале фильм стал последним. Артист был болен раком, об этом знал только Чимино, поэтому снимал эпизоды со Стэнли в первую очередь.

## Отзывы
«Охотник на оленей» — сильный фильм, и сила его нарастает на противопоставлении до- и послевоенной жизни. Вы либо эмоционально присоединяетесь и погружаетесь в эту историю, либо оказываетесь не в состоянии ощутить её чувства и просто не принимаете фильм. Я выбрал первое и остаюсь поклонником великого фильма. — Билл Томпсон // Билл’с Муви Эмпориум (23 мая 2009 г.)
На май 2019 года фильм в топ-листе 250 IMDb занимает 161, а в списке «100» по версии киноакадемии США от 2007 года — 53 место, переместившись по сравнению с версией 1998 года на 26 позиций вверх.
На Metacritic выставлена высокая оценка в 86 баллов из 100 возможных. На Rotten Tomatoes рейтинг составил 92%.

## Критика

Майкл Вронский (Роберт Де Ниро)

Самая известная и неоднозначная сцена фильма, в которой «вьетконговцы» заставляют играть военнопленных в русскую рулетку, была подвергнута критике, поскольку не было ни одного документального подтверждения, что подобные случаи действительно имели место во время Вьетнамской войны. Корреспондент «Ассошиэйтед Пресс» Питер Арнетт, получивший в 1966 году Пулитцеровскую премию за освещение войны во Вьетнаме, писал в Los Angeles Times: «За все годы войны не было ни одного задокументированного случая игры в русскую рулетку… Центральная метафора фильма — просто кровавая ложь». Также режиссёра критиковали за одностороннее изображение Вьетнамской войны, однако он возражал, что его картина не является ни политической, ни документально точной. Кроме того, он защищал свою позицию, заявив, что у него были вырезки из сингапурских газет, которые подтверждали версию о том, что русская рулетка имела место во время войны (правда, он не указал конкретные статьи).
Во время показа фильма на Берлинском кинофестивале 1979 года делегация СССР выразила возмущение по поводу фильма, который, по их мнению, оскорбил вьетнамский народ во многих сценах, и демонстративно покинула кинозал. Её примеру последовали делегации ГДР, Польши, Болгарии, Венгрии, Кубы. Также два члена жюри подали в отставку в знак солидарности с социалистическими государствами.

### Ответ на критику
Роджер Эберт защищал право создателей на художественное использование русской рулетки: «Это не АНТИвоенный фильм, это не ПРОвоенный фильм. Это наиболее эмоциональная и потрясающая картина из когда-либо ранее снятых. …Игра в русскую рулетку становится связующим символом всего фильма: на какой результат ВЫ рассчитываете в этой игре?; ВЫ осознаёте её неожиданную, но предопределённую жестокость, её влияние на рассудок мужчины, втянутого в эту игру, — всё это относится и к войне в целом. Это блестящий символ этой истории, он делает дальнейшие рассуждения о войне ненужными». В 2008 году кинокритик Дэвид Томпсон также согласился с тем, что фильм заслуживает уважения, несмотря на дискуссии вокруг него: «Были претензии, что „вьетконговцы“ не заставляли играть пленных в русскую рулетку. Было сказано, что сцены Сайгона странны или нереальны. Было заявлено, что герои Де Ниро, Уокена и Сэвиджа слишком стары, чтобы быть призванными во Вьетнам. Три десятилетия спустя „воображение“, похоже, успокоило эти терзания… и „Охотник на оленей“ является одним из великих американских фильмов».

## Награды и номинации
| Награды и номинации               | Награды и номинации               | Награды и номинации                                           | Награды и номинации | Награды и номинации |
| Награда                           | Категория                         | Номинант                                                      | Результат           |                     |
| --------------------------------- | --------------------------------- | ------------------------------------------------------------- | ------------------- | ------------------- |
| Оскар                             | Лучший фильм                      | Барри Спайкингс, Майкл Дили, Майкл Чимино, Джон Певералл      | Победа              |                     |
| Оскар                             | Лучший режиссёр                   | Майкл Чимино                                                  | Победа              |                     |
| Оскар                             | Лучшая мужская роль               | Роберт Де Ниро                                                | Номинация           |                     |
| Оскар                             | Лучшая мужская роль второго плана | Кристофер Уокен                                               | Победа              |                     |
| Оскар                             | Лучшая женская роль второго плана | Мерил Стрип                                                   | Номинация           |                     |
| Оскар                             | Лучший оригинальный сценарий      | Майкл Чимино, Дерик Уошбёрн, Луис Гарфинкл и Куинн К. Редекер | Номинация           |                     |
| Оскар                             | Лучший монтаж                     | Питер Циннер                                                  | Победа              |                     |
| Оскар                             | Лучшая операторская работа        | Вилмош Жигмонд                                                | Номинация           |                     |
| Оскар                             | Лучший звук                       | Ричард Портман, Уильям Л. Маккоги, Аарон Рочин, Дэрин Найт    | Победа              |                     |
| Британская академия               | Лучший фильм                      | Майкл Чимино                                                  | Номинация           |                     |
| Британская академия               | Лучшая режиссёрская работа        | Майкл Чимино                                                  | Номинация           |                     |
| Британская академия               | Лучшая мужская роль               | Роберт Де Ниро                                                | Номинация           |                     |
| Британская академия               | Лучшая женская роль               | Мерил Стрип                                                   | Номинация           |                     |
| Британская академия               | Лучший мужская роль второго плана | Кристофер Уокен                                               | Номинация           |                     |
| Британская академия               | Лучший сценарий                   | Дерик Уошбёрн                                                 | Номинация           |                     |
| Британская академия               | Лучшая операторская работа        | Вилмош Жигмонд                                                | Победа              |                     |
| Британская академия               | Лучший монтаж                     | Питер Циннер                                                  | Победа              |                     |
| Британская академия               | Лучший звук                       | Дэрин Найт, Джим Клингер, Ричард Портман                      | Номинация           |                     |
| Золотой глобус                    |                                   |                                                               |                     |                     |
| Лучший фильм (драма)              | Майкл Чимино, Барри Спикингс      | Номинация                                                     |                     |                     |
| Лучший режиссёр                   | Майкл Чимино                      | Победа                                                        |                     |                     |
| Лучшая мужская роль (драма)       | Роберт Де Ниро                    | Номинация                                                     |                     |                     |
| Лучшая женская роль второго плана | Мерил Стрип                       | Номинация                                                     |                     |                     |
| Лучшая мужская роль второго плана | Кристофер Уокен                   | Номинация                                                     |                     |                     |
| Лучший сценарий                   | Дерик Уошбёрн                     | Номинация                                                     |                     |                     |

### Последующее признание
- Национальный реестр фильмов (1996)
- 100 лучших американских фильмов за 100 лет по версии AFI: 79-е место (список 1998 года), 53-е место (список 2007 года)
- 100 самых остросюжетных американских фильмов за 100 лет по версии AFI (2001): 30-е место

## Выпуск на видео
В 2006 году появились HD DVD в формате 2.35:1.
В 2018 году, к 40-летнему юбилею, «Охотник на оленей» был отреставрирован компанией StudioCanal в 4К (16bit) с повышенной чёткостью изображения и сохранением характерной зернистости плёнки. За основу взят оригинальный 35-мм негатив. В Лондоне фирма Silver Salt Restoration Limited создала цифровые копии для показа в кинотеатрах. В 2019 году фильм впервые демонстрировался в России на английском языке и с русскими субтитрами от «Иноекино».
В 2018—2019 годах были выпущены 4K Ultra HD Blu-ray в упрощённом и коллекционном издании.